# Model Gas Engine Works
Die Model Gas Engine Company war ein US-amerikanischer Motoren-, Automobil- und Traktorenhersteller. Die Automobile wurden unter den Markennamen Model und Star verkauft. 1910 wurde die Automobilproduktion als Tochtergesellschaft Great Western Automobile Company abgetrennt und nach dem Verkauf der Model Gas Engine Company verselbständigt. In seiner Anfangszeit in Auburn (Indiana) bezeichnete sich das Unternehmen selber auch als Model Gas Engine Works.

## Unternehmensgeschichte

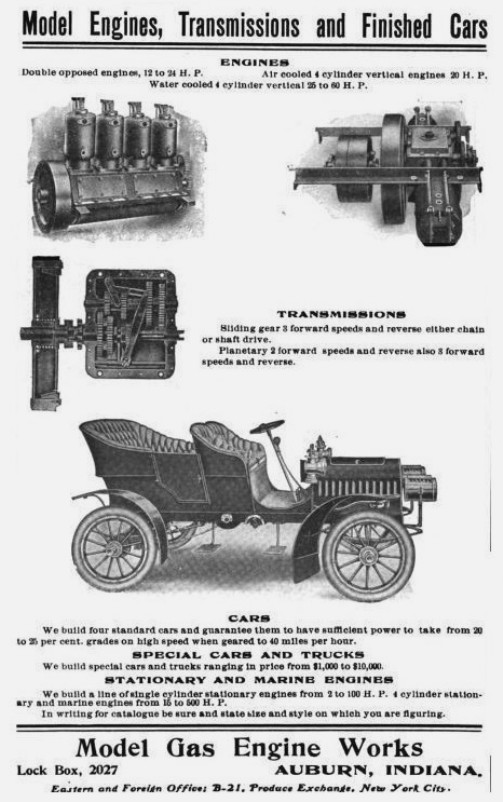
Anzeige der Model Gas Engine Works (1906).

### Model Gas Engine Company
In den vorhandenen Quellen wird die Geschichte des Unternehmens in abweichenden Details dargestellt. Die Wurzeln gehen zurück auf die 1890er Jahre, als in Garrett (Indiana) eine mechanische Werkstätte eingerichtet wurde, die wahrscheinlich auch Verbrennungsmotoren herstellte. Erst am 11. Oktober 1900 wurde das Unternehmen formell gegründet. Bereits einen Monat später zog die Model Gas Engine Company um nach Auburn (Indiana). Das Domizil lag an der Kreuzung South Main Street und Ensley Street. Nach einer Darstellung ging das Unternehmen bereits 1901 in den Besitz des jungen Rechtsanwalts Edward A. Myers über, der es zufolge einer Quelle als Model Gas & Gasoline Engine Company führte. Model bot zunächst eine wachsende Palette an Verbrennungsmotoren an, vor allem in einer Vielzahl von Stationär- und Fahrzeugmotoren. Bereits 1902 oder 1903 folgte die Produktion von Automobilen.
Das Unternehmen gehörte neben der Auburn Automobile Company, der W. H. Kiblinger Company (aus der die W. H. McIntyre Company entstand) und der Zimmerman Manufacturing Company zu den bedeutendsten Industriebetrieben in Auburn. Alle vier waren (auch) Automobilhersteller; Kiblinger und Zimmerman bauten ausschließlich Highwheeler. Unter diesen vier Betrieben war Model der einzige, der seine Wurzeln nicht im Kutschen- und Fuhrwerkbau hatte.

### Krise, Umzug  und Reorganisation

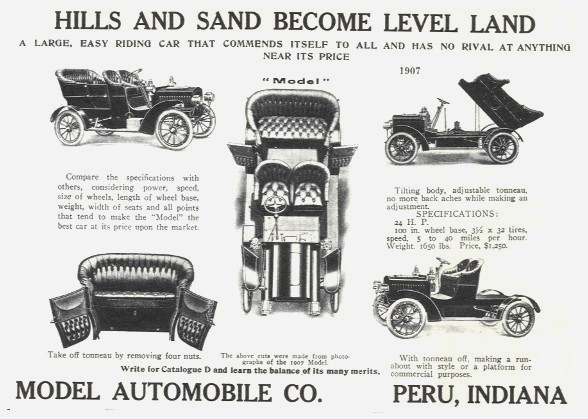
Anzeige der Model Automobile Co. (1907).

Trotz gut gehendem Geschäftsgang drohte nach einem Banken-Kollaps in Auburn in der zweiten Jahreshälfte 1904 eine Insolvenz. Myers konnte das Unternehmen mit geschickten Verhandlungen und neuen Investoren als Model Gas Engine Works neu organisieren. Es scheint, dass der Umzug nach Peru (Indiana) damit in Zusammenhang stand. Die ehemaligen Anlagen in Auburn wurden vom erst 1903 gegründeten Auburn Commercial Club übernommen, einem Vorläufer der lokalen Handelskammer. Dieser vermietete sie später an die Auburn Automobile Company.
Gemäß einer anderen Quelle trat Myers erst im Verlauf des Insolvenzverfahrens in Erscheinung. Demnach kaufte er die Anlagen aus der Liquidation auf und etablierte danach die Model Gas Engine Works.
Mit dem Umzug nach Peru ging eine Reorganisation einher, in welcher die Automobilproduktion in eine neu gegründete Gesellschaft überführt wurde. Motoren und, ab 1906, auch Getriebe und Kupplungen verblieben bei den Model Gas Engine Works. Das Unternehmen bot 1906 einzylindrige, stationäre Gasmotoren als Antrieb für Pumpen oder als Generatoren an. Es gab Ausführungen von 2 bis 100 bhp und später möglicherweise bis 125 bhp. Vierzylindermotoren gab es sowohl als Stationär- wie Bootsmotoren in Leistungsstufen von 15 bis 500 bhp.
Für Automobile, Nutzfahrzeuge und Traktoren entwickelte Model Zweizylindermotoren mit 12, 16 oder 24 bhp Leistung sowie einen Vierzylinder, der mit Luftkühlung und 20 bhp oder mit Wasserkühlung und 25 bis 60 bhp produziert wurde.
Neben Kupplungen wurden auch verschiedene Getriebe hergestellt: Eine unübliches Dreigang-Variante mit zwei Rückwärtsgängen, ein konventionelles Dreiganggetriebe mit einem Rückwärtsgang für Ketten- oder Kardanantrieb sowie Planetengetriebe mit zwei oder drei Vorwärts- und einem Rückwärtsgang.

### Motorfahrzeugbau

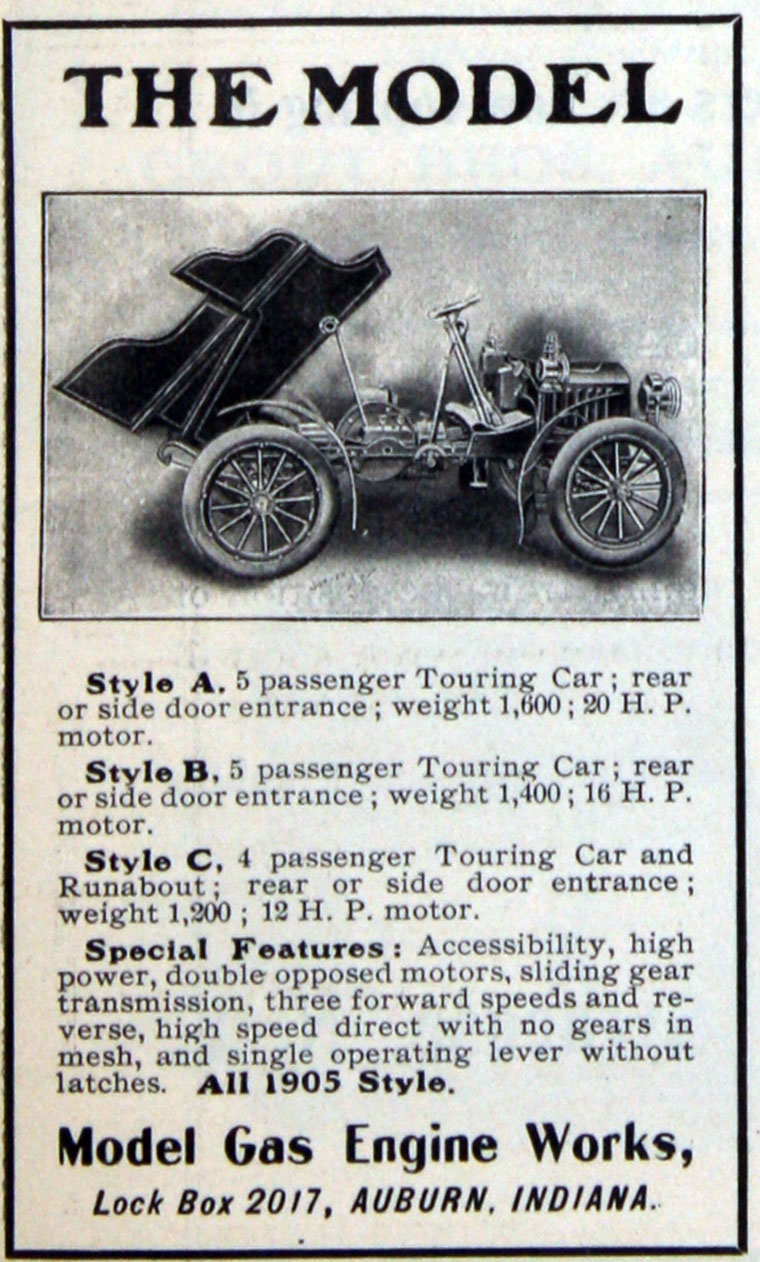
Model-Anzeige von 1905.

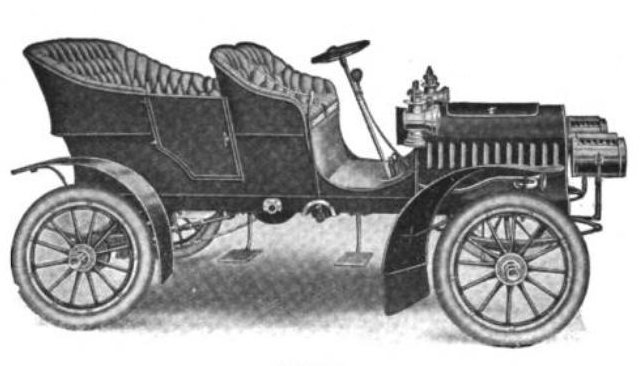
Model 1906

Das erste Model-Automobil, der 12 HP, entstand 1902 für das Modelljahr 1903. Bis 1906 wurden ausschließlich großvolumige Zweizylindermodelle hergestellt.
Interessant ist der Hinweis in einer Anzeige von 1906, dass Model nicht nur vier „Standard“-Automobile anbot – offensichtlich die hier beschriebenen Fahrzeuge – sondern auch Sonderanfertigungen („Special cars“) sowie Nutzfahrzeuge „von $1,000 bis $10,000“ liefern konnte.
Die Produktion von Lokomobilen ist ab 1906 in Peru belegt. Die Geräte wurden als Model Gasoline & Kerosene Traction Engines [sic] verkauft. Demnach konnten sie sowohl mit Benzin wie auch mit Petroleum betrieben werden. Traction engines sind mobile Kraftquellen, die zum Antrieb von Geräten vor Ort verwendet wurden. Typische Anwendungen fanden sich als Stromgeneratoren, in der Landwirtschaft, im Straßenbau und zum Antrieb von Karussellen und Fahrgeschäften auf Jahrmärkten und Rummelplätzen. Details zu den Ausführungen von Model fehlen, doch werden Leistungen zwischen 16 und 60 bhp genannt, was immerhin auf eine breite Modellpalette hinweist. Eine Abbildung zeigt zudem Zahnräder in den Hinterachsen, demnach gab es auch selbstfahrende Ausführungen; solche wurden auch als Schlepper vberwendet.

### Model Automobile Company und derStar

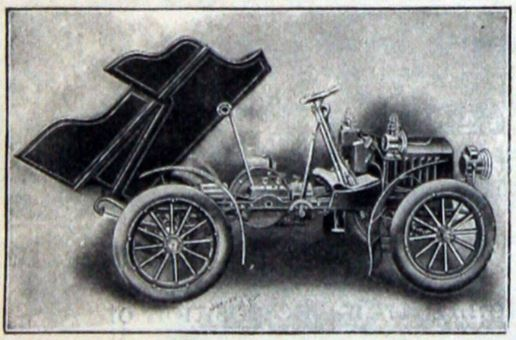
Model Zweizylinder mit aufgeklappter Karosserie (1905).

1906 wurde das Unternehmen in zwei selbständige Gesellschaften aufgeteilt, die wohl personell über Myers verbunden blieben und ihren Standort in Peru hatten. Die Model Gas Engine Company stellte weiterhin Stationär- und Fahrzeugmotoren her und erweiterte ihr Programm um Getriebe und Kupplungen. Die Automobilproduktion wurde in ein eigenständiges Unternehmen ausgelagert, die dazu gegründete Model Automobile Company. Sie produzierte das bisherige Zweizylindermodell in leicht modifizierter Form. 1907 wurde es durch einen sehr teuren Vierzylinder ersetzt.
Ab 1908 wurde der Markenname der Fahrzeuge auf Star geändert. Der Grund dafür dürfte immer noch darin gelegen haben, dass Kunden nicht gern Komponenten von einem Zulieferer verwendeten, der die gleichen Teile in einem eigenen Fahrzeug verwendete und dieses wiederum sie selber konkurrenzierte. Myers versuchte also lediglich, mit dem Markenwechsel einen offensichtlichen Interessenkonflikt weniger offensichtlich zu machen. Die Motoren und Komponenten wurden weiterhin unter dem eingeführten Namen verkauft.
Eine technische Besonderheit der Model- und später der Star-Zweizylinderwagen war die Befestigung der Karosserie auf dem Fahrgestell. Für Wartungsarbeiten am Motor konnte sie mittels Scharnieren am Heck komplett hochgeklappt werden, ähnlich der nach vorn kippbaren Fahrerkabine in modernen LKW. Dies war eine sehr praktische Einrichtung, denn die Platzverhältnisse im Motorraum unter und in der Fahrerbank waren sehr beengt. Der übliche Zugang erfolgte weit weniger komfortabel über seitliche Türen und vor allem von oben bei entfernter Sitzbank. Eine Anzeige von 1905 legt nahe, dass dieses System für alle Zweizylinder galt.

### Modellübersicht Automobile
| Marke | Modell         | Bauzeit   | Motor | Hubraum c.i./cm³ | Leistung | Radstand Zoll/mm | Karosserie            | Preise US$ |
| ----- | -------------- | --------- | ----- | ---------------- | -------- | ---------------- | --------------------- | ---------- |
| Model | 12 HP          | 1903–1904 | B2    |                  | 12       | 72/1829          | Runabout              | 900.-      |
| Model | 12 HP          | 1903–1904 | B2    |                  | 12       | 72/18290         | Detachable Tonneau    | 1000.-     |
| Model | 16 HP          | 1904      | B2    | 196,4/3218       | 16       | 78/1981          | Side Entrance Tonneau | 1800.-     |
| Model | 16 HP          | 1904      | B2    | 196,4/3218       | 16       | 78/1981          | Canopy Top Touring    | 2000.-     |
| Model | 12 HP Style C  | 1905      | B2    |                  | 12       | 86/2184          | Rear Entrance Tonneau | 1100.-     |
| Model | 12 HP Style C  | 1905      | B2    |                  | 12       | 86/2184          | Side Entrance Tonneau | 1200.-     |
| Model | 15 HP Style B  | 1905      | B2    |                  | 15       | 86/2184          | Rear Entrance Tonneau | 1500.-     |
| Model | 15 HP Style B  | 1905      | B2    |                  | 15       | 86/2184          | Side Entrance Tonneau | 1600.-     |
| Model | 20 HP Style A  | 1905      | B2    |                  | 20       | 92/2337          | Rear Entrance Tonneau | 1800.-     |
| Model | 20 HP Style A  | 1905      | B2    |                  | 12       | 92/2337          | Side Entrance Tonneau | 2000.-     |
| Model | 16/18 HP       | 1906      | B2    | 196,4/3218       | 16       | 72/1829          | Runabout, 2 Pl.       | 900.-      |
| Model | 16/18 HP       | 1906      | B2    | 196,4/3218       | 16       | 88/2235          | Touring, 5 Pl.        | 1150.-     |
| Model | 24 HP          | 1906      | B2    | 274,9/4505       | 24       | 92/2337          | Touring, 5 Pl.        | 1250.-     |
| Model | 24 HP Style 10 | 1907      | B2    | 274,9/4505       | 24       | 100/2540         | Touring, 5 Pl.        |            |
| Model | 45 HP Style 15 | 1907      | B4    | 432,0/7079       | 45       | 92/2337          | Touring, 5 Pl.        | 3600.-     |
| Star  | Model 12       | 1908      | B2    | 274,9/4505       | 24       | 100/2540         | Touring               | 1250.-     |
| Star  | Model 14       | 1908      | B2    | 274,9/4505       | 24       | 104/2642         | Roadster              | 1350.-     |
| Star  | Model 14       | 1908      | B2    | 274,9/4505       | 24       | 104/2642         | Touring               | 1350.-     |
| Star  | Model 18       | 1908      | 4     | 318,1/5212       | 35       | 108/2743         | Touring               | 2500.-     |
| Star  | Model 16       | 1908      | 4     | 274,9/4505       | 50       | 122/3099         | Roadster              | 4000.-     |
| Star  | Model 16       | 1908      | 4     | 432,0/7079       | 50       | 122/3099         | Touring               | 4000.-     |
| Star  | Model 24       | 1909      | B2    | 274,9/4505       | 24       | 100/2540         | Touring               | 1600.-     |
| Star  | Model 30       | 1909      | 4     | 251,3/4118       | 30       | 107/2718         | Runabout 2/3 Pl.      | 1600.-     |
| Star  | Model 40       | 1909      | 4     | 349,9/5734       | 40       | 114/2896         | Touring               | 3000.-     |
| Star  | Model 50       | 1909      | 4     | 471,2,0/7079     | 50       | 122/3099         | Touring               | 4000.-     |

Die obenstehende Tabelle wurde aus verschiedenen Quellen kompiliert. Sie orientiert sich an der Zusammenstellung nach Beverly Rae Kimes und Henry Austin Clark, jr. im Standard Catalog of American Cars 1805–1942. und technischen Daten nach Robert D. Dluhy.

### Produktionszahlen Personenwagen
| Modelljahr | Stückzahl | Bemerkungen    |
| ---------- | --------- | -------------- |
| 1903       | 50        | Model          |
| 1904       | 100       | Model          |
| 1905       | 100       | Model          |
| 1906       | 100       | Model          |
| 1907       | 200       | Star           |
| 1908       | 275       | Star           |
| Total      | 825       | Model und Star |

Die nebenstehenden Produktionszahlen nach Modelljahr sind Schätzungen der Automobilhistoriker Beverly Rae Kimes und Henry Austin Clark, jr. im Standard Catalog of American Cars 1805–1942. Die Produktion begann nach der gleichen Quelle bereits 1902, demnach wurden diese Fahrzeuge dem Modelljahr 1903 zugeordnet. 1907 und 1908 entstanden mehr Star-Automobile als Model in den vorangegangenen vier Jahren.
In der Literatur zur Marke Model werden auch Nutzfahrzeuge genannt und eine Anzeige von 1906 weist explizit darauf hin. Dennoch sind solche in den zur Verfügung stehenden Nutzfahrzeugquellen ohne Erwähnung geblieben, sodass es wahrscheinlich nur zu vereinzelten Lieferwagen auf PKW-Fahrgestell gekommen ist. Auch der Traktorenbau ist belegt, doch fehlen nicht nur technische Daten, sondern auch Stückzahlen.

### Great Western

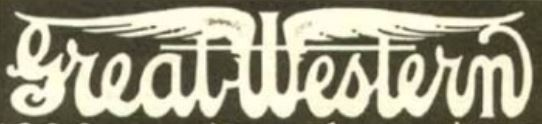
Great Western Automobile Company Logo (1912).

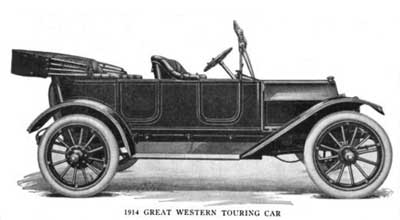
Great Western Forty mit einer Touring-Karosserie von Abresch (1914)

Ob die Einführung der Marke Star nur als provisorische Lösung gedacht war oder die Namensänderung bei den Kunden nicht verfing, ist unklar. Am 8. September 1909 wurde die Model Automobile Company  als Great Western Automobile Company neu organisiert. Die Leitung hatte Milton Kraus. Das Programm von Star wurde unter dem Namen Great Western weitergeführt, zunächst mit wenigen Änderungen. Von zunehmender Bedeutung war der 1909 eingeführte Star-Vierzylinder, der als Great Western in drei Preisklassen erhältlich war. Myers war später gezwungen, erneut die Unternehmensführung zu übernehmen. Die Great Western Automobile Company hielt sich bis 1916 im Geschäft. Als einer der Gründe, die zu ihrer Schließung führten, werden ausgerechnet Qualitätsprobleme mit dem zuletzt verendeten Model-Sechszylindermotor genannt.
Die Great Western Automobile Company ist der einzige bekannte Automobilhersteller, der diese Marke für einen Serienwagen verwendet hat. Es besteht keine bekannte Verbindung zur Great Western Railway, ebenso wenig zur Fahrradmanufaktur Great Western Mfg. Company in La Porte (Indiana), die 1902 den Prototyp eines leichten Dampfwagens mit diesem Namen vorgestellt hatte. Ebenfalls nur als Prototyp gebaut wurde der Zweitakt-Vierzylinder der Great Western Motor Car Company in San Diego, dessen Finanzierung 1908 nicht zustande kam.

### Pittsburgh Model Gas Engine Company
Die Abkoppelung der Automobilproduktion könnte einen weiteren guten Grund gehabt haben. Myers veräußerte 1912 seine Model Gas Engine Works an Investoren in Pittsburgh (Pennsylvania), die sie dort als Pittsburgh Model Gas Engine Company weiterführten. Auch Myers zog um nach Pittsburgh und kümmerte sich in unbekannter Funktion um das Unternehmen. Gleichzeitig war er auch für Great Western tätig.

### Izzer
Dr. H.H. Bissell, ein Kunde aus Watseka (Illinois) gelangte 1911 an Myers mit dem Wunsch, ein Automobil für sich bauen zu lassen, das alle damals erhältlichen technischen Innovationen erhalten sollte. Welche das im Einzelnen waren, ist nicht bekannt. Nicht dazu gehörten offensichtlich Luftreifen. Myers war von der Idee so angetan, dass er neben dem Kundenfahrzeug zwei weitere in Auftrag gab. Die Izzer genannten Fahrzeuge erhielten die Antriebstechnik samt Vierzylindermotor von Great Western in einem auf 99 Zoll (2516 mm) Radstand verkürzten Fahrgestell. In diesem Jahr verwendete Great Western einen 40 bhp starken Model-Motor mit 283,7 c.i. (4649 cm³) Hubraum. Es ist zumindest naheliegend, dass dieser auf 28,9 HP taxierte Motor im Izzer Verwendung fand. Die dreisitzige Roadster-Karosserie war ebenfalls von Great Western abgeleitet. Der Umbau wurde bei der Model Gas Engine Company in Peru vorgenommen. Myers übernahm eines der Fahrzeuge selber. Es wurde bereits 1912 bei einem Unfall zerstört. Das dritte Fahrzeug erwarb der Model-Manager James Littlejohn. Es ist erhalten.

## Automarken mit Model-Motoren
- Cutting[12]
- Great Western[17]
- Izzer[20]
- Model[5]
- Norwalk
- Star[21]
- Zimmerman[22]